# Bernhard Hassenstein
Bernhard Hassenstein, né le 31 mai 1922 à Potsdam, et mort le 16 avril 2016 à Fribourg-en-Brisgau, est un biologiste allemand et un Comportementaliste.

## Biographie
Bernhard Hassenstein est un étudiant du physiologiste comportemental Erich von Holst et l'un des principaux chercheurs dans les domaines de la biologie comportementale et de la bio-cybernétique. Son travail scientifique comprend des substantielles contributions pour la compréhension de la perception du mouvement chez les insectes et la vision des couleurs chez les humains.
De 1939 à 1949, il étudie la biologie, la physique et la chimie à Berlin, Göttingen, et Heidelberg. Pendant son service militaire en 1943, il rencontre Werner Reichardt, qui finit par devenir son partenaire académique. En 1948, il travaille comme assistant à l'Institut Max-Planck de biologie marine à Wilhelmshaven. De 1954 à 1958, il travaille à l'Institut Zoophysiological de l'Université Eberhard Karl de Tübingen.
En 1958, Hassenstein travaille avec le physicien Werner Reichardt et l'ingénieur Hans Wenking pour fonder le premier groupe de travail dans le monde sur la cybernétique de l'Institut Max Planck pour la biologie à Tübingen. En 1960, il est nommé professeur de zoologie à l'Université de Fribourg-en-Brisgau.
Hassenstein prend sa retraite en 1984.

## Membre
- Heidelberg Academy for Sciences and Humanities (en), depuis 1961
- German Academy of Sciences Leopoldina, depuis 1965
- Wissenschaftsrat, de 1968 à 1972

## Honneurs
- German Society of Pediatrics - Honorary Member (1975)
- Max Born Medal for Responsibility in Science (1981)
- Charles Küpfmüller ring the Technical University of Darmstadt (1981)
- Dr Albert Wander Prize for migrant AG in Bern (1984)
- Cothenius Medal of the German Academy of Natural Scientists Leopoldina (1993)
- Exhibit "Brace Globe and Correlation Analysis" (with Werner Reichardt) in the Deutsches Museum Bonn (with Werner Reichardt) (1995)
- Honorary Prize of Culture Award (Reinhold Schneider Prize) of the city of Freiburg (with Helma Hassenstein) (2002)

## Œuvres écrites (sélection)
- Goethe's morphology as self-critical science and current validity of their results. Weimar : Böhlau, 1950.
- Principles of comparative anatomy in Geoffroy Saint-Hilaire, Cuvier and Goethe 1958th
- How insects see movements? Naturwissenschaften 7, 207–214. Science 7, 207-214. 1961. 1961st
- "Cybernetics and biological research", in Gessner F: "Handbook of Biology, Part I", Frankfurt am Main. Akad. Verl.Ges. Akad Verl.Ges. Athenaion, 1966.
- Modeling for data processing in color vision. Kybernetik 4, 209-223, 1968 Cybernetics 4, 209-223, 1968
- Political behavior as a problem of biological anthropology. Bad Godesberg: Alexander von Humboldt Foundation, 1968.
- Young animal and human being in view of comparative ethology. Stuttgart: Gentner, 1970.
- Information and control in the living organism : an elementary introduction. London: Chapman Hall, 1971.
- "Homoiostasis and coordination," "Rules of the central services" and "behavior", in Czihak G., H. Langer and H. Ziegler: "Biology - A Textbook", Heidelberg, Berlin. 1976. 1976th
- Biological Cybernetics: an elementary introduction. 5. Ed - Heidelberg: Quelle & Meyer, 1977.
- The child in preschool and primary school / contributions by Bernhard Hassenstein; Heinelt Gottfried, Christa Meves. - 7 Freiburg: Herder, 1978.
- Freiburg lectures on the biology of man. Heidelberg: Quelle & Meyer, 1979.
- Instinct, learning, playing, insight in behavioral biology. Munich: Piper, 1980.

### Source de la traduction
- (en) Cet article est partiellement ou en totalité issu de l’article de Wikipédia en anglais intitulé « Bernhard Hassenstein » (voir la liste des auteurs).